# Żardyny
Żardyny (dawniej Zardyny, niem. Sardienen) – kolonia w Polsce położona w województwie warmińsko-mazurskim, w powiecie bartoszyckim, w gminie Bartoszyce. Miejscowość wchodzi w skład sołectwa Bezledy. W latach 1975–1998 miejscowość administracyjnie należała do województwa olsztyńskiego.

## Historia
Wieś wzmiankowana w dokumentach 1559. Dawniej zapisywana także jako Czartin oraz Sardinen (1780).
W 1889 roku był to majątek ziemski, który wraz z folwarkiem Zabłocie zajmował powierzchnię 413 ha. Po 1945 roku wieś nosiła urzędową nazwę Zardyny, ale potocznie nazywana była Żardyny. W 1983 r. był to przysiółek, ujmowały w spisie łącznie ze wsią Lejdy.

## Obecnie
W miejscowości brak zabudowy.